# Pravé mechy
Pravé mechy (Bryopsida) je třída, do níž je řazena drtivá většina mechů (záleží na užitém systému, zda se např. do pravých mechů počítají Polytrichales a Tetraphidales). Dělí se na množství podtříd a řádů.

## Systematika
Zdroj: Wolfgang Frey, Eberhard Fischer, Michael Stech: Bryophytes and seedless Vascular Plants. In: Wolfgang Frey (Hrsg.): Syllabus of Plant Families - A. Engler's Syllabus der Pflanzenfamilien. 13. Auflage. Bd. 3, Borntraeger, Berlin/Stuttgart 2009, ISBN 978-3-443-01063-8, S.
- Podtřída Buxbaumiidae
  - Řád Buxbaumiales
- Podtřída Diphysciidae
  - Řád Diphysciales
- Podtřída Timmiidae
  - Řád Timmiales
- Podtřída Encalyptidae
  - Řád Encalyptales
- Podtřída Funariidae
  - Řád Funariales
- Podtřída Gigaspermidae
  - Řád Gigaspermales
- Podtřída Dicranidae, řády:
  - Catoscopiales
  - Scouleriales
  - Bryoxiphiales
  - Grimmiales
  - Archidiales
  - Mitteniales
  - Dicranales
  - Pottiales
- Podtřída Bryidae, řády:
  - Hedwigiales
  - Helicophyllales
  - Bartramiales
  - Splachnales
  - Bryales
  - Orthotrichales
  - Orthodontiales
  - Aulacomniales
  - Rhizogoniales
  - Hypnodendrales
  - Ptychomniales
  - Hookeriales
  - Hypnales